# Хантер, Джон (гребец)
Джон Эндрю Хантер (англ. John Andrew Hunter; род. 8 ноября 1943, Крайстчерч) — новозеландский гребец, выступавший за сборную Новой Зеландии по академической гребле в конце 1960-х — начале 1970-х годов. Чемпион летних Олимпийских игр в Мюнхене, обладатель бронзовой медали чемпионата мира, чемпион Европы, победитель и призёр многих регат национального значения.

## Биография
Джон Хантер родился 8 ноября 1943 года в городе Крайстчерч, Новая Зеландия.
Занимался академической греблей в Веллингтоне, проходил подготовку в столичном одноимённом клубе Wellington Rowing Club.
Впервые заявил о себе на взрослом международном уровне в сезоне 1968 года, когда вошёл в основной состав новозеландской национальной сборной и благодаря череде удачных выступлений удостоился права защищать честь страны на летних Олимпийских играх в Мехико. Был близок к попаданию в число призёров, в финале восьмёрок финишировал четвёртым.
В 1970 году побывал на чемпионате мира в Сент-Катаринсе, откуда привёз награду бронзового достоинства, выигранную в восьмёрках.
В 1971 году в восьмёрках одержал победу на чемпионате Европы в Копенгагене.
Находясь в числе лидеров гребной команды Новой Зеландии, благополучно прошёл отбор на Олимпийские игры 1972 года в Мюнхене. На сей раз в восьмёрках обошёл всех своих соперников в финале и тем самым завоевал золотую олимпийскую медаль.
Впоследствии работал консультантом в сфере инжиниринга в Крайстчерче, являлся сотрудником Министерства работ Новой Зеландии, принимал активное участие в расширение Крайстчерчского международного аэропорта.
Проявил себя на тренерском поприще, в частности подготовленные им экипажи выступали на Олимпийских играх 1996 года в Атланте.
В 1990 году вместе с другими членами золотой новозеландской восьмёрки был введён в Зал славы спорта Новой Зеландии.